# Brnčič
Pogostost priimka Brnčič je bila po podatkih Statističnega urada Republike Slovenije na dan 1. januarja 2010 manjša kot 5 oseb.  

## Znani nosilci priimka
- Hrvoje Brnčič (*1914), arhitekt